# Тканевый атипизм
Тканевый атипизм — свойство опухолевых клеток, приводящее к нарушению нормальной анатомической и гистологической структуры органа или ткани и формированию в нём опухоли.
Тканевый атипизм проявляется, в частности, в пониженной способности опухолевых клеток к адгезии (склеиванию вместе и формированию определённых типов гистологических структур), повышенной способности индуцировать в опухолевой ткани образование новых сосудов (ангиогенез), изменениях нормальной для этого типа клеток функциональности в диапазоне от полной нефункциональности до чрезмерно усиленной (как например у гормонально активных опухолей) и др. При этом каждая в отдельности опухолевая клетка может выглядеть абсолютно нормальной, типичной, то есть не проявлять клеточного атипизма. Атипизм становится заметным только при рассмотрении гистологической структуры достаточно большого кусочка ткани.
Тканевый атипизм — общая характеристика клеток и доброкачественных, и злокачественных опухолей. В то же время клеточный атипизм типичен только для злокачественных опухолей. В случаях особенно выраженного и неоспоримого клеточного атипизма порой можно поставить диагноз злокачественной опухоли по обнаружении в исследуемом материале всего лишь одной злокачественной клетки.